# Buster Brown
Pour les articles homonymes, voir Buster Brown (musicien) et Brown.
Buster Brown est une bande dessinée créée par Richard Felton Outcault en 1902 dans les pages du dimanche du New York Herald. Elle tire son nom de son personnage principal, un petit garçon aux yeux ronds qui, malgré les conseils de son chien Tige, passe son temps à faire des farces qui se retournent contre lui. Le strip connaît un succès immédiat aux États-Unis comme à l'étranger (il est imité en France dès 1904 à la suite de sa parution dans la version parisienne du New York Herald et traduit dès 1907) et fait l'objet d'une exploitation commerciale intense (plus de cinquante franchises). Après 1909, Outcault se désintéresse cependant du personnage et ne l'anime plus qu'épisodiquement jusqu'à sa mort en 1928.

## Synopsis
Buster Brown est un jeune américain de la haute bourgeoisie (son père a une voiture, de nombreux domestiques, sa mère de somptueuses toilettes, etc.). Il est très farceur (il cloue la malle au plancher avant un voyage, il attache des patins à roulettes aux pieds de son oncle endormi et le réveille en sursaut, etc.), mais aussi très malchanceux (il se fait asperger en passant près des pompiers lors d'un incendie, son chien est emporté par son cerf-volant, etc.) et aventurier (il tente de conduire la voiture de son père, de chevaucher les animaux de la ferme, etc.).
Cela fait que, malgré les conseils de sagesse de son chien, les histoires (qui durent généralement une page) se terminent toujours en catastrophe. Sa mère lui administre alors une fessée magistrale, généralement au moyen d'une brosse à cheveux, et il publie une résolution écrite, commentant son aventure.
Certaines de ces résolutions sont ouvertement anticléricales. L'une d'entre elles lui fait prononcer la phrase, devenue célèbre presque un siècle plus tard : « je suis responsable, mais non coupable ». On suppose que Tige est le premier animal de compagnie parlant à apparaître dans les bandes dessinées américaines, et, comme beaucoup de ses successeurs, les adultes ne tiennent pas compte de son avis.

## Historique
Buster Brown et son chien Tige apparaissent en 1897 dans « Buster Brown’s bath », un épisode du Yellow Kid, la série-phare d'Outcault, alors publiée dans le New York Journal de William Randolph Hearst. Le nom « Buster » vient soit directement, soit indirectement de la popularité de Buster Keaton alors enfant-star de vaudeville. Outcault ne réutilise cependant pas le personnage dans l'immédiat.
En 1900, Outcault lance dans les pages du dimanche du New York Herald la série humoristique Lil Mose ; deux ans plus tard, face au manque de succès de ce « petit noir cocasse », il décide de créer une nouvelle série. L'auteur se rappelle alors Buster Brown et son chien, et étoffe son univers, lui adjoignant une sœur (Mary Jane) et des parents, tous inspirés par la famille de son ami John Golden. La première planche paraît dans le supplément du dimanche du 4 mai 1902 : la série connaît rapidement un très grand succès. Des albums sont édités dès 1902 aux États-Unis, mais aussi dans d'autres pays, dont la France.
En 1904, George Warren Brown, propriétaire d'une marque de chaussures de Saint Louis (Missouri), la Brown Shoe Company, décide sur les conseils de John Bush, un de ses commerciaux, de profiter de la popularité du personnage pour l'associer à son entreprise, en vue de sortir les premiers modèles à l'exposition universelle qui se tient la même année dans la ville. Désireux d'exploiter encore plus le succès de son héros, Outcault décide d'en vendre les droits à tout industriel prêt à en payer le prix. Il monte un stand à l'exposition et réussit au-delà de ses espérances : plus de cinquante sociétés s'associent au personnage, pour des produits très variés, des bougies au whisky. Buster Brown est toujours en 2010 le symbole de la Brown Shoe Company, ainsi que des Buster Brown Textiles de Wilmington (Delaware).
En 1905, Hearst parvient à débaucher Outcault, et les facéties de Buster Brown sont publiées à partir de janvier 1906 dans le New York American. Grâce à un procès, le New York Herald conserve les droits sur le titre de la série, mais les planches qu'il fait réaliser par des auteurs anonymes sont de mauvaise qualité et leur publication cesse dès 1911. Parallèlement, Outcault anime donc sa série, renommée Buster and Tige, dans le journal de Hearst. À la fin de la décennie la popularité de Buster Brown finit cependant par décroître et la série par lasser son auteur. Outcault la délaisse à partir de 1909 tout en continuant à réaliser épisodiquement des planches. La dernière paraît en 1926, deux ans avant la mort de l'auteur.
Des nains furent utilisés par la compagnie de chaussures Brown pour jouer Buster dans des tournées aux États-Unis. Ces nains, qui étaient toujours accompagnés d'un chien, se produisirent dans les rayons de chaussures, les théâtres et les magasins de chaussures de 1904 à 1930. Une série de courts-métrages furent produits vers la fin des années 1920 par Stern Bros. Pete the Pup (qui jouait Tige) et le metteur en scène Gus Meins furent ensuite associés avec les comédies populaires Our Gang (Little Rascals).
De nombreux recueils de planches traduites sont parus en France à l'époque. Une réédition a eu lieu chez Pierre Horay en 1976.

## Médias

### Bandes dessinées

#### Traductions françaises
Les éditions françaises Hachette ne sont pas toujours de simples traductions des éditions anglaises,. Parfois, la couverture est identique mais l'intérieur différent, parfois l'inverse, et certains albums américains n'ont jamais été traduits.
- Buster Brown et ses résolutions, Hachette, 1907, 30 p.
- Buster Brown, son chien Tige, et leurs aventures, Hachette, 1908, 30 p.
- Buster Brown. Ses dernières aventures, Hachette, 1911, 30 p.
- Buster Brown recommence, Hachette, 1912, 30 p.
- Buster Brown est incorrigible, Hachette, 1913, 30 p.
- Buster Brown chez lui, Hachette, 1914, 24 p.
- Buster Brown et son chien, nouvelles aventures, Hachette, 1915, 28 p.
- Encore Buster Brown et son chien, Hachette, 1922, 28 p.
- Buster Brown le petit farceur, Hachette, 1926, 24 p.
- Les Dernières Farces de Buster Brown, Hachette, 1928, 24 p.
- De nombreux cartonnages d'invendus sont parus des années 1900 à 1920 sous les titres génériques Buster Brown ou Buster Brown et son chien.
- Buster Brown, Pierre Horay, 1976. Réédition en deux volumes en 1983.

### Films

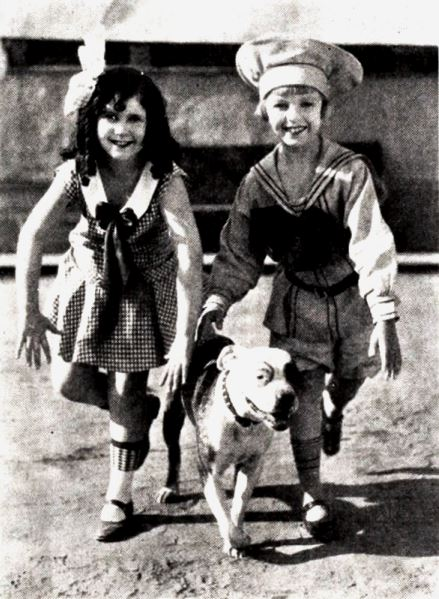
Doreen Turner, Arthur Trimble et dans la série de films américains comiques « Buster Brown » au cinéma. Image extraite parue dans le Universal Weekly de septembre 1925.

## Galerie

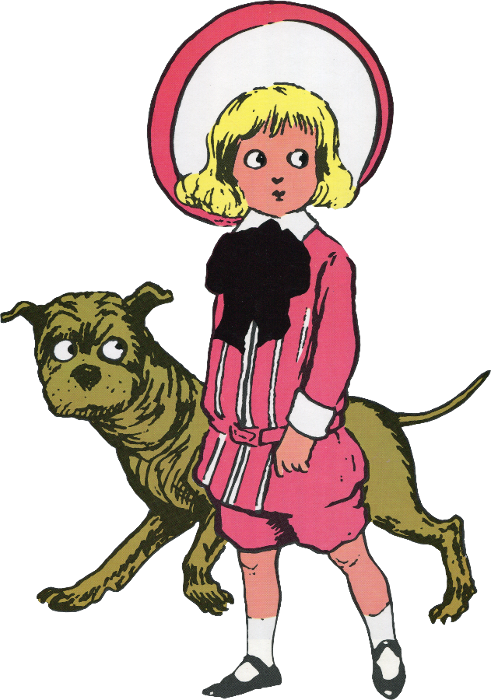
Buster Brown and Tige
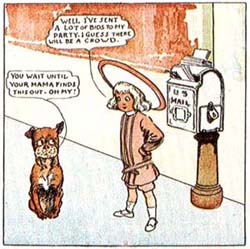
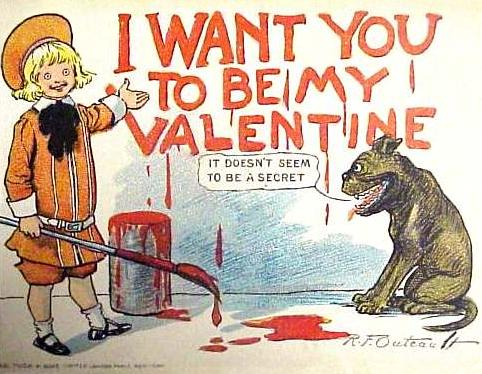
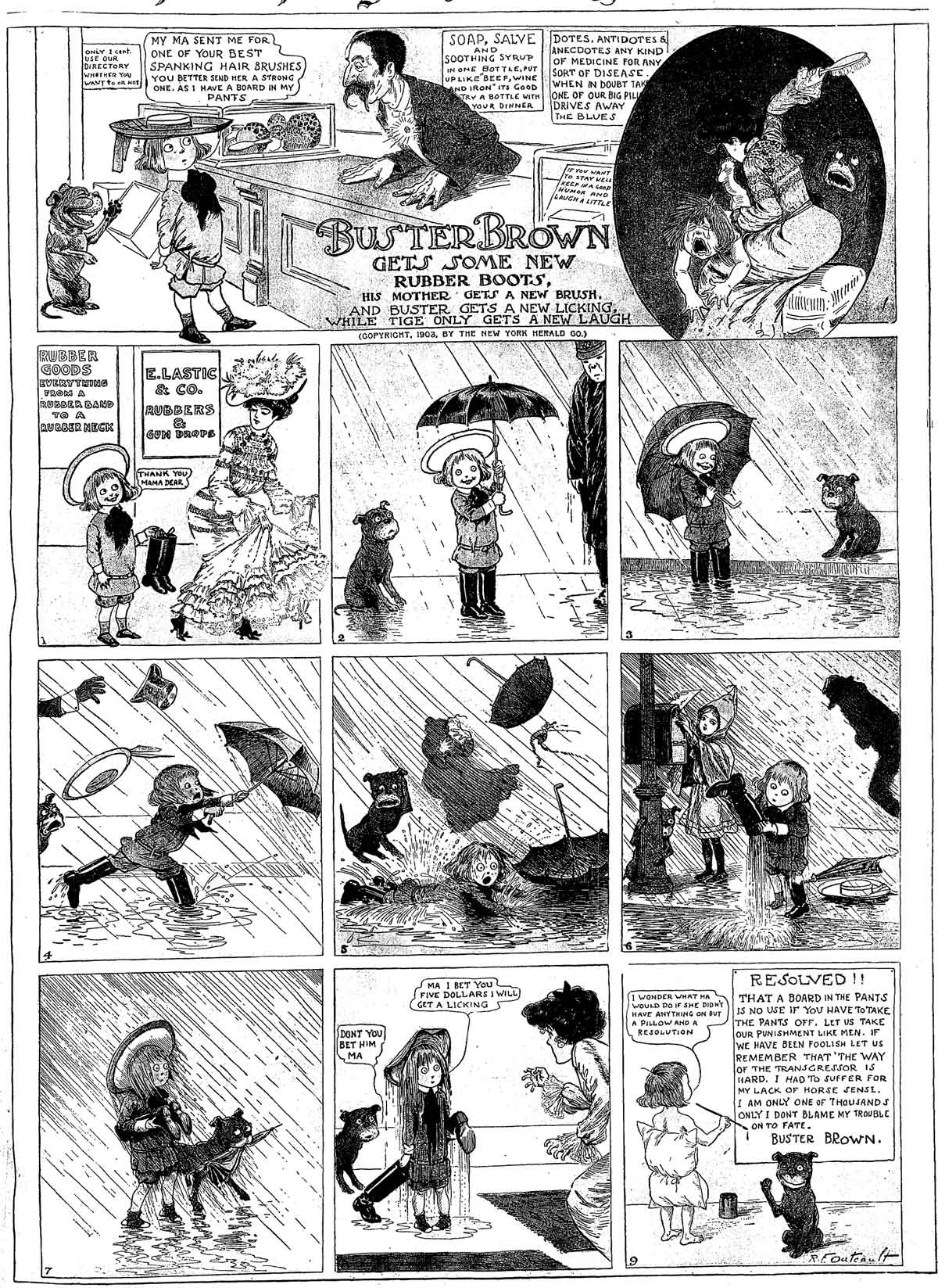
Buster Brown gets some new Rubber Boots.
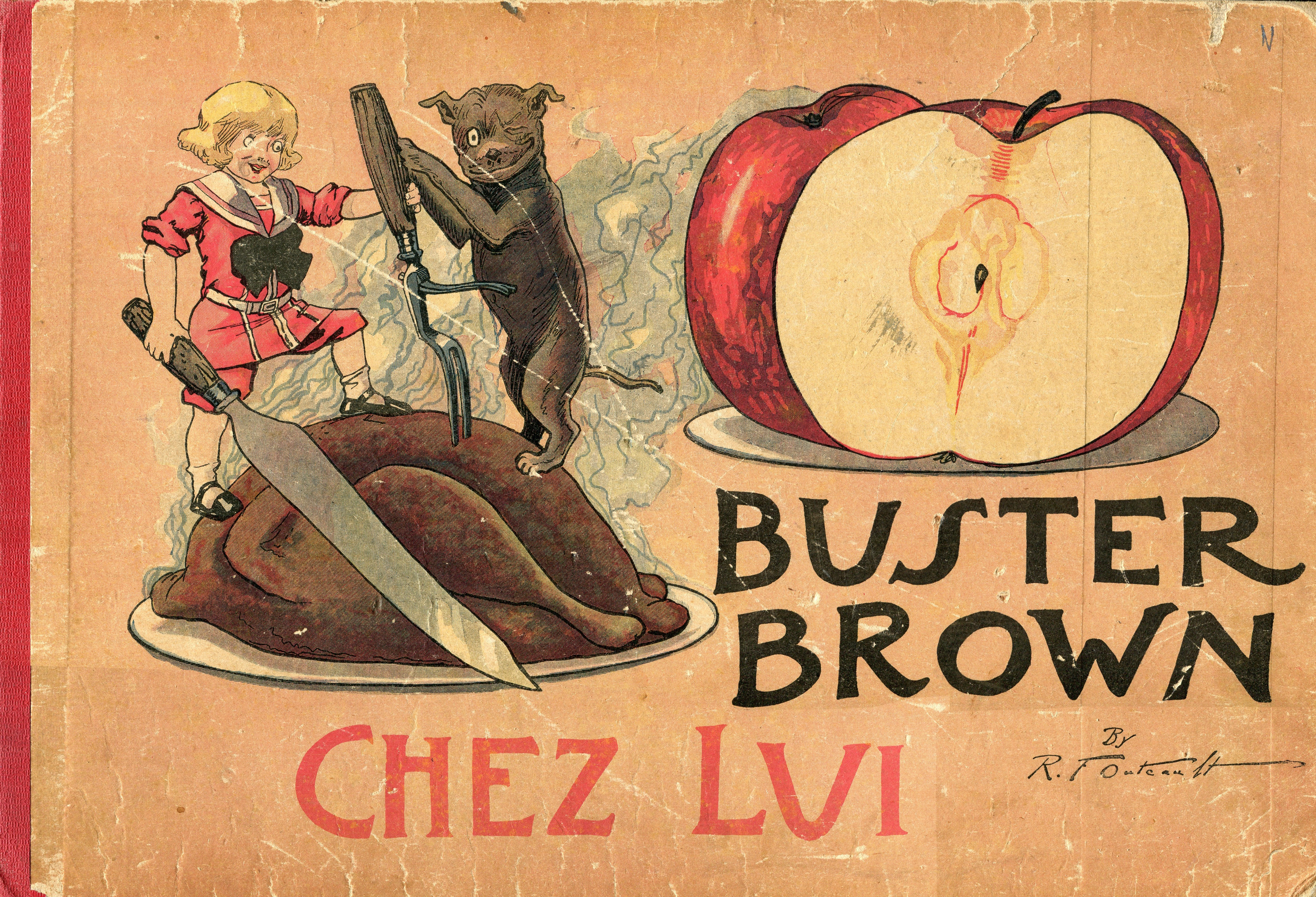
Buster Brown chez lui
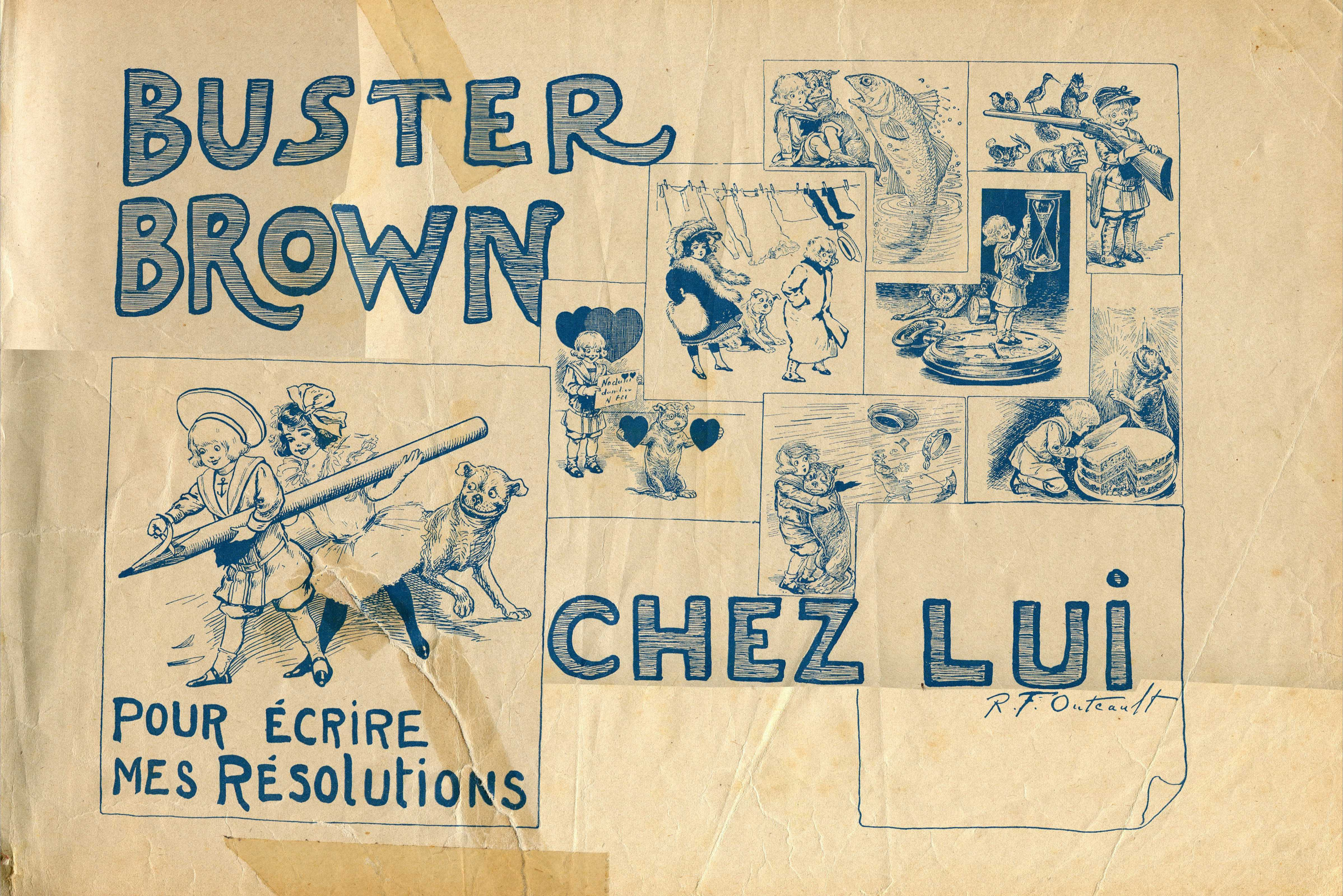
Buster Brown chez lui, page de titre
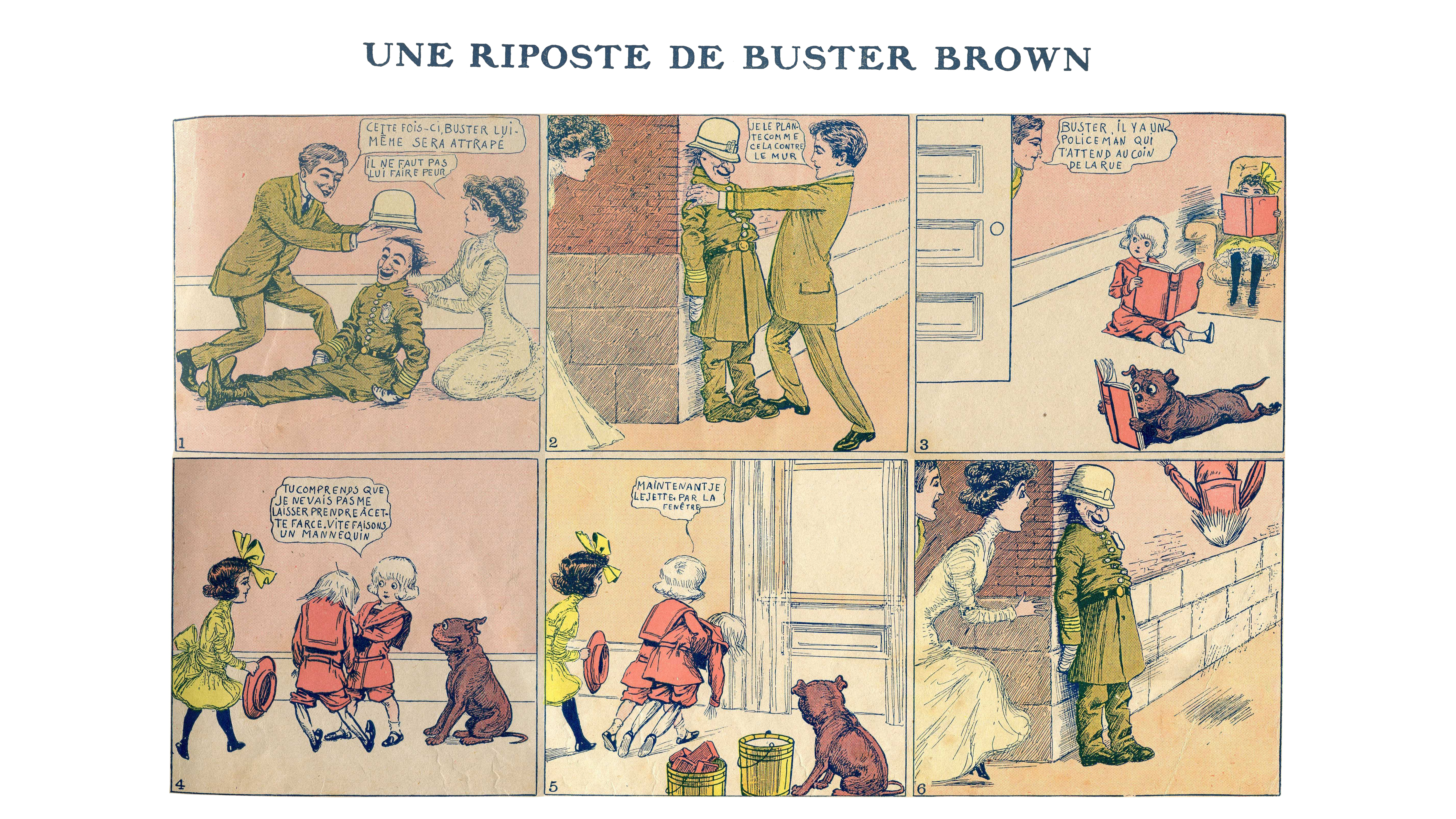
Une riposte de Buster Brown
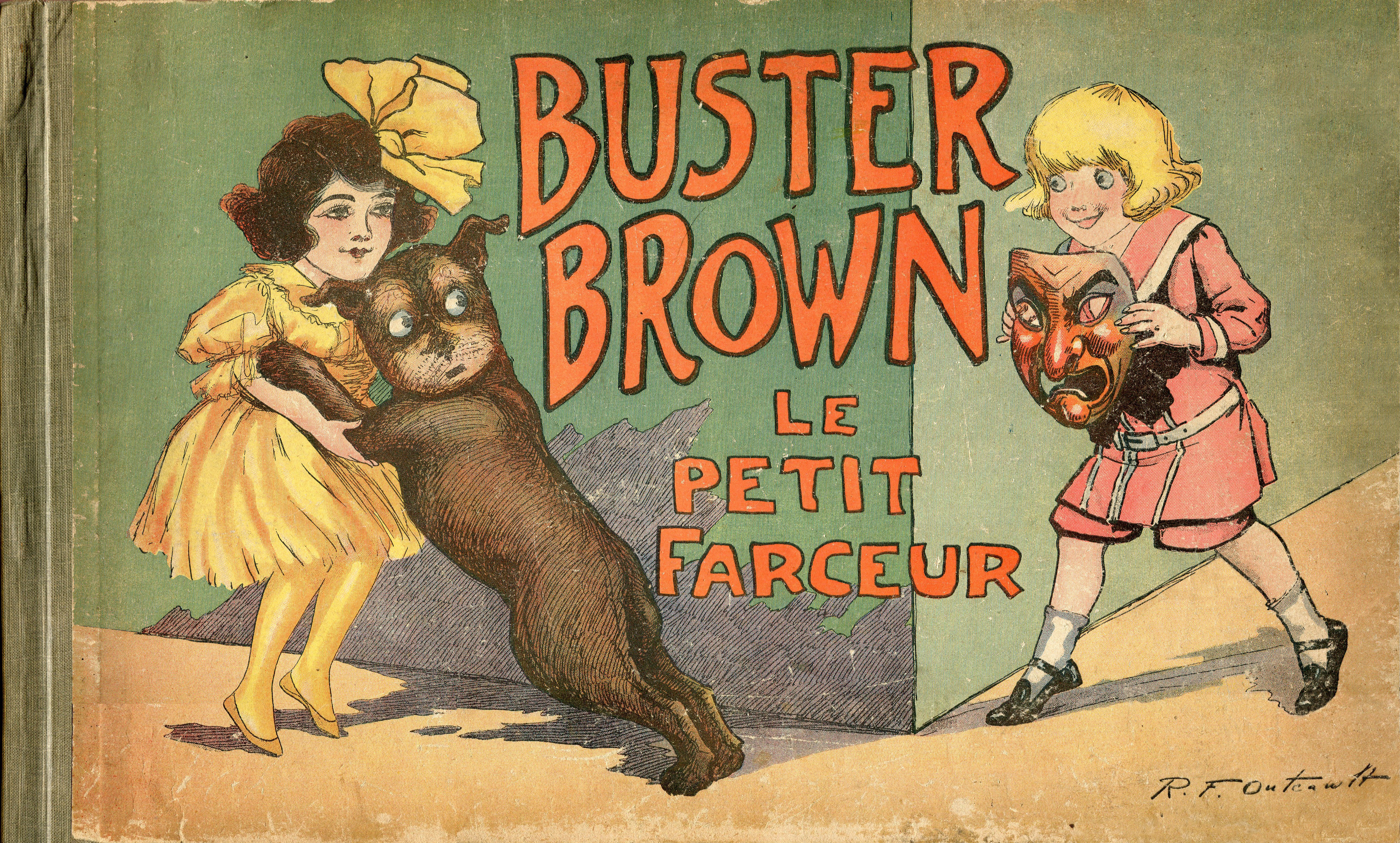
Buster Brown le petit farceur

### Documentation
- Patrick Gaumer, « Buster Brown », dans Dictionnaire mondial de la BD, Paris, Larousse, 2010 (ISBN 9782035843319), p. 132-133.
- Philippe Mellot, « Call me Buster Brown », Le Collectionneur de bandes dessinées, no 19,‎ décembre 1979, p. 8-10.
- Paul Gravett (dir.), « Avant 1930 : Buster Brown », dans Les 1001 BD qu'il faut avoir lues dans sa vie, Flammarion, 2012 (ISBN 2081277735), p. 33.